# Combate de Huancayo
El combate de Huancayo o batalla de Azapampa  fue un enfrentamiento militar librado el 29 de diciembre de 1820 en el contexto de la Independencia del Perú, entre fuerzas realistas y montoneros indígenas aliados de la Expedición Libertadora, con victoria de los primeros.

## Antecedentes
A finales de 1820, el brigadier patriota Juan Antonio Álvarez de Arenales (1770-1831) incursionaba en Xauxa. Muchos indios se sumaban a sus huestes, azuzados por los abusivos tributos que debían pagar, arbitrariedad de la administración colonial y la feroz represión que se había vivido en la zona ante todo levantamiento (como había pasado en Cuzco y Charcas). Puede que hasta 15 000 o 20 000 se sumaran a las numerosas montoneras surgidas en las provincias de Huancavelica y Huamanga.
Arenales había dejado al teniente coronel Francisco Bermúdez y el mayor José Félix Aldao con una pequeña guarnición en Ica a cargo de organizar montoneras en la zona, pero amenazados por la proximidad del brigadier Mariano Ricafort debieron evacuar e intentar unirse al ejército del brigadier patriota, sufriendo el acoso de los indígenas que anteriormente recibieron con vítores a su superior, especialmente los de los pueblos de Córdova y Tivillo, quedando sus fuerzas reducidas a unos pocos soldados y esclavos. Al llegar a Huancayo se enteraron de la victoria de Pasco, lo que les dio ánimos para dar batalla. En pocas semanas, reunieron millares de indios a los que empezaron a entrenar, pero aún carecían de disciplina y armamento.
Entre tanto, Ricafort los seguía con una división formada por soldados de Alto Perú, Cuzco y especialmente Arequipa. Consiguiendo vencer a agrupaciones de indios en Huamanga y Cangallo. El 3 de diciembre ordenó al teniente coronel Valentín Ferraz marchar a Huanta, creyendo que allí se habían refugiado sus enemigos. El oficial llegó a un puente cercano custodiado por 30 independentistas, pero fue informado de un paso donde pudo vadear el río y cortar la retirada al enemigo, matando a 10 y capturando al resto; sólo escapó el oficial patriota al mando por poseer una buena montura. Según Paz Soldán, Ricafort pronto lo siguió y entraron a la villa, donde fueron recibidos por entusiasmos por una población aterrada por las anteriores masacres perpetradas por el brigadier. Sin embargo, la ciudad fue premiada con el título de «fiel e invencible» poco después y sus habitantes aportaron con miles de reclutas, armas y todos los recursos necesarios para el esfuerzo bélico monárquico. Entre tanto, los patriotas habían huido a Acobamba.

## Fuerzas enfrentadas
Respecto a los monárquicos, la división de Ricafort, según los patriotas, se componía de 2000 efectivos, muchos de ellos locales reclutados a la fuerza y mal armados, incluyendo numerosos colegiales; de estos últimos, la mayoría desertó poco después. Dicho número es respetado por Barros Arana y Leguía y Martínez, pero Mitre lo reduce a 1.300. Por último, Torrente los eleva a 3.000. Apenas un cuarto de la fuerza eran soldados veteranos según Aldao, aunque Ricafort dice que eran tres cuartas partes.
Los independentistas se componía de 5000 combatientes según Barros Arana y Mitre, aunque Torrente los eleva a 8000 o 10 000. García Camba habla de 300 infantes de línea, 100 jinetes y 10 000 indios. De esta fuerza, la mayoría iban armados con lanzas, rejones, chuzos, macanas u hondas y unos pocos con fusiles y escopetas. Además, estaban apoyados por ochocientos milicianos y negros y tres piezas de artillería (había una que era de buena calidad). El núcleo de esta fuerza eran un piquete de fusileros y un escuadrón de caballería organizados por Aldao, al parecer provenían de una unidad organizada en Tarma llamada batallón Victoria, cuyo fin encontrará en la batalla.

## Combate
En la madrugada del 29 de diciembre, Ricafort siguió a Huancayo después de reducir el pueblo de Acostambo a cenizas. Esperaba sorprender al enemigo, pero Aldao había dispuesto centinelas y a las 06:00 tenía formados a sus hombres para resistir en el pueblo de Huayucachi, a 5 leguas al sur de Huancayo, pero sus oficiales le informaron que la tropa no deseaba luchar en un terreno abierto y plano, donde eran vulnerables a la caballería enemiga, así que a las 06:30 ordenó la retirada a Huancayo. Al llegar al pueblo se encontró con los locales muy dispuestos a luchar para defender «su libertad, familia y hogar». Animados por la voluntad de los locales de resistir, Aldao y Bermúdez decidieron ignorar los llamados de Arenales a la prudencia y plantearon batalla campal, sin embargo, «La tropa de Aldao no era en realidad mas que montonera ó colecticia, sin órden, sin disciplina y sin armas: mas su valor y entusiasmo le hacia creer que con ella podia oponerse 'a su enemigo que contaba con batallones y escuadrones veteranos, mandados por jefes y oficiales valientes y conocedores de su deber [sic]».
Los indios hacían gritos para darse ánimos, mientras Aldao pronunciaba un discurso acusando a los realistas de mercenarios y que en cambio ellos luchaban por sus valores cívicos. Se atrincheraron en un desfiladero y edificios en la entrada del camino que seguían los monárquicos hacia el pueblo.
A las 15:00 horas fueron atacados por la división de Ricafort, dividida en dos columnas de infantería, ambas apoyadas en los flancos por 300 jinetes y cubiertas por el poder de su artillería; operaban como vanguardias una compañía de tiradores por columna. Avanzaron hasta estar a distancia de fuego de cañón, momento en que iniciaron la carga y aunque los patriotas intentaron bombardearlos con 2 pequeños pedreros, su inexperiencia les impidió darle un buen uso a las armas. En respuesta, Aldao se desprendió de una compañía de tiradores y 50 jinetes en su centro y la lucha comenzó.
Los realistas, apoyados por su artillería, rápidamente barrieron con las partidas de exploradores enemigos y los parapetos improvisados en su camino hasta llegar a la línea enemiga, donde Ricafort es forzado a hacer retroceder a sus compañías de tiradores de vuelta a las columnas principales. Fue entonces que el grueso de la infantería monárquica avanzó a descargas cerradas, mientras empezaron a destacar los escuadrones Granaderos de la Guardia del teniente coronel Ferraz, que envolvieron a los defensores por un flanco, forzándoles a retirarse a la retaguardia.
Al parecer, los oficiales de las montoneras huyeron a la primera descarga y sus hombres rápidamente se dispersaron. En esos momentos, la compañía del Victoria se pasó casi completamente al bando realista a pesar de los esfuerzos de sus oficiales por controlarlos y Aldao debió tocar a retirada, pero está se produjo en total pánico. Huancayo fue rodeado y saqueado por los vencedores por tres días, sin mostrarse piedad con los civiles ni respeto por las iglesias.

## Consecuencias
Las bajas de los insurgentes fueron alrededor de quinientos muertos, principalmente indios, un mayor número de heridos y prisioneros y el resto fueron dispersados. Toda la artillería, la mayoría del armamento y las municiones, numerosos caballos y el parque de guerra fueron capturados. Los realistas no sufrieron ninguna víctima mortal en el enfrentamiento, sólo 21 hombres heridos y 27 caballos muertos o heridos. Todo indio desertor de los realistas sufría la mutilación de una oreja la primera vez que escapaba y de la segunda si lo hacía nuevamente. Hasta la derrota final en la Batalla de Ayacucho el 9 de diciembre de 1824, la provincia de Huamanga permanecería ocupada por los realistas, lo que garantizo la continuidad del comercio de coca de los huantinos, aunque arruinó a los ganaderos morochucos, pues la presión de alimentar a los ejércitos monárquicos recayó en sus ganados.
Aldao, acompañado de sus oficiales y 160 soldados huye a buscar a Arenales, quien estaba desde la jornada anterior en Huamanga, pero su retaguardia es acosada por los 350 jinetes que Ricafort envió a perseguirlos hasta cruzar el río Jauja. Acompañado de los restos de su escuadrón, Aldao se peleó con Bermúdez y se retiró a Jauja, donde organizó una guerrilla gracias al gobernador, el jujeño Francisco de Paula Otero, pero sin ayuda de Arenales, quien se había retirado a la costa. Ricafort no lo persiguió y prefirió descender por la quebrada de San Mateo hasta llegar a Lima, siempre bajo el constante acoso de los indios contra su retaguardia. Por su parte, Bermúdez volvió al cuartel general en Huaura y fue asignado al Estado Mayor.
Aldao consiguió reunir 260 seguidores, con quienes volvió a Tarma y recorrió el valle de Jauja animando a una nueva insurrección, recuperó Huancayo y cuando llegó a Izcuchaca ya le seguían más de 5000 guerrilleros indígenas; para esto le fue extremadamente útil la propaganda que hicieron los sacerdotes patriotas en los pueblos. Los indios, exasperados por la violencia que sufrían, mataban sin cuartel a todo realista que caía en sus manos; en sus cartas, Aldao siempre condenó tal comportamiento, pero testimonios de la época parecen indicar que lo toleraba e incluso lo animaba. A esta fuerza le dio una organización militar básica y la utilizó para ocupar los desfiladeros y cabezas del puente del río Grande, intentando establecer una línea defensiva contra la pequeña fuerza enviada en su contra, comandada por el coronel José Carratalá, quien seguía el mismo camino de Ricafort y era igual de cruel en la represión. Ayudado por Otero, logró convencer a los indios de continuar la actividad guerrillera.

## Ciudad incontrastable
En mérito al sacrificio de sus ciudadanos en esta batalla, 19 de marzo de 1822, durante el gobierno del presidente Torre Tagle se le confirió el título de "Ciudad inconstrastable". Cabe señalar que actualmente Azapampa pertenece al distrito de Chilca.